# Colnect
Colnect Clube Comunitário de Colecionadores é um website que contém catálogos wiki de artigos colecionáveis. Permite aos colecionadores gerirem a sua colecção usando esses catálogos que permitem de forma automática, fazer corresponder as suas listas de faltas ou de trocas com as de outros colecionadores.
O catálogo Colnect de cartões telefónicos é o maior do mundo .

## História
O Colnect foi fundado em 2002 como Islands Phonecards Database com o objectivo de criar um catálogo com todos os cartões telefónicos. Desde o Outono de 2008, passou a ter também selos e moedas. Desde então já estão disponíveis 12 tipos de artigos colecionáveis. Aqui está um resumo:
| Colecção                    | Adicionado em    | Número de itens | Link para catálogo                      |
| --------------------------- | ---------------- | --------------- | --------------------------------------- |
| Cartões telefónicos         | Abril de 2002    | 253.000         | catálogo de Cartões Telefónicos         |
| Selos                       | Setembro de 2008 | 122.000         | catálogo de selos                       |
| Moedas                      | Setembro de 2008 | 21.000          | catálogo de Moedas                      |
| Notas/Cédulas de dinheiro   | Maio de 2009     | 18.000          | catálogo de Notas Bancárias             |
| Tampas de garrafa (Caricas) | Maio de 2009     | 11.000          | catálogo de Tampas de Garrafa (Caricas) |
| Saquetas de chá             | Agosto de 2009   | 6.000           | catálogo de Saquetas de Chá             |
| Cartões bancários           | Novembro de 2009 | 1.000           | catálogo de cartões Bancários           |
| Bilhetes de transporte      | Novembro de 2009 | 1.000           | catálogo de Bilhetes de Transporte      |
| Cartões-chave de hotel      | Novembro de 2009 | 8.000           | catálogo de cartões Chave de Hotel      |
| Postais                     | Dezembro de 2009 | 1.000           | catálogo de cartões Postais             |
| Cartões-presente            | Junho de 2010    | 3.000           | catálogo de cartões Presente            |
| Cartões de casino           | Junho de 2010    | < 1.000         | catálogo de Cartões de Casino           |

(actualizado: Agosto 2010)

## Características
Os catálogos coleccionáveis sobre o Colnect são criados por colecionadores usando o site. Novos itens são adicionados pelos colaboradores e verificados por editores voluntários. Embora qualquer colecionador possa adicionar os seus comentários sobre um item do catálogo, as alterações reais são feitas somente pelos editores de confiança do site.
Todos os utilizadores podem ver as informações de catálogo (datas de emissão, tiragem de fotos, etc.) Os utilizadores registados podem adicionalmente gerir a sua coleção pessoal, marcando cada item como pertencentes à sua coleção, lista de trocas ou lista de desejos enquanto navega através dos catálogos.
Esses utilizadores podem combinar automaticamente a sua lista de trocas com uma lista de desejos de outro utilizador e vice-versa
.
Os utilizadores pagam para ter uma conta Premium, os colaboradores podem te-la gratuitamente.

## Estatísticas
O site serve actualmente para colecionadores de 113 países. Muitos deles ajudam o Colnect voluntariamente, incluindo os tradutores que traduzem o Colnect para 52 línguas.

## Recompensas
Em 25 de Abril de 2009 o Colnect foi anunciado como vencedor do European Startup 2.0 competition, onde estiveram cerca de 200 concorrentes, incluindo 11 finalistas .
Em 31 de Dezembro de 2009, o Colnect foi um concorrente próximo do TechAviv Peer Awards startup companies competition. perdendo apenas por um único voto.